# Wilstermarschkäse
Wilstermarschkäse ist ein deutscher Käse aus Kuhmilch. Er stammt ursprünglich aus der Wilstermarsch in Schleswig-Holstein. Er hat in den vergangenen Jahren viel von seiner früheren Bedeutung eingebüßt.  
Es handelt sich um einen Schnittkäse mit einem Anteil von 30 % bis 50 % Fett i. Tr. Die Rinde wird mit Rotschmierebakterien behandelt. Der typische Geschmack entsteht durch die Lagerung in spezieller Käsereifungsfolie. Er wird meist kastenförmig bzw. brotförmig in unterschiedlichen Abmessungen oder rund mit einem Durchmesser von 30 cm und einer Höhe von 10 cm hergestellt. Die Reifezeit beträgt circa fünf Wochen. Das Gewicht beträgt für kastenförmige Laibe 4 und für runde Laibe 6 kg. Der Käse gehört zur Familie der Tilsiter.